# آقای دو پهلو (فیلم ۱۳۸۹)
آقای دو پهلو فیلمی به کارگردانی محسن محسن منشی‌زاده است.

## خلاصه داستان
آقای دو پهلوی مردی است که کارمند یک شرکت است. یک روز که آقای دو پهلو در حال استراحت در منزل بود خواب دیده که کل زندگی اش عوض شده و در یک مجلل زندگی می‌کند و …

## بازیگران
- حبیب اسماعیلی
- افسانه ناصری
- شیوا خنیاگر
- رز رضوی
- شهربانوموسوی
- محسن بهرامی